# Gustaf Danielson
Lars Gustaf Danielson, född 26 december 1855 i Norrköping, död 24 november 1911 i Mölndal, var en svensk ingenjör och företagsledare.
Gustaf Danielson var son till byggmästaren Jöns Danielsson. Efter att ha genomgått Tekniska skolan i Norrköping praktiserade han som pappersbrukselev vid Holmens bruk i Norrköping och företog därefter en studieresa i Tyskland och Österrike. Vid återkomsten blev Danielson ingenjör vid Skärblacka och Sörstafors pappersbruk. Åren 1879–1882 var han pappersmästare eller driftschef vid Gustavsfors pappersbruk. Han införde där tillverkning av färgrandigt, tunt cellulosaomslagspapper. Åren 1882–1885 var Danielson pappersmästare vid Gransholms pappersbruk och 1885–1896 disponent vid Nykvarns pappersbruk. Här installerade han tre yankeemaskiner och tog som den förste i Sverige upp tillverkning av så kallat "fantasipapper", färgtryckt, glansglättat eller specialbehandlat papper. På uppdrag av Marcus Wallenberg blev Danielson 1895 anläggare av och disponent för det nystartade Papyrus AB med anläggning i Mölndal, förblev företagsledare där fram till sin död. Under Danielsons ledning upparbetades Papyrus till en världsindustri för papperstillverkning. Han anlade bland annat ett fantasipapperstryckeri och en fabrik för tillverkning av kromopapper med av Danielson konstruerade tryckmaskiner. Från 1901 var han även direktör för de AB Papyrus närstående företagen Oppboga Bruk och Yngeredsfors bruk. År 1895 bildade han Alstermo bruks AB, och var VD för bolaget 1895–1910. även inom cellulosatekniken var Danielson en innovatör i Sverige. Han importerade bland annat den första helsvetsade cellulosakokaren till Sverige från Berlin. Åren 1895–1896 grundade han Inlands pappfabrik i Lilla Edet, den första fabriken av sitt slag i Europa. Danielson var även styrelseledamot i Norrköpings litografiska AB samt i Svenska pappersbruksföreningen med flera sammanslutningar. Han är begravd på Fässbergs kyrkogård.